# Шапел (Шарант)
Шапел (фр. Chapelle) насеље је и општина у западној Француској у региону Поату-Шарант, у департману Шарант која припада префектури Ангулем.
По подацима из 2011. године у општини је живело 206 становника, а густина насељености је износила 26,79 становника/km². Општина се простире на површини од 7,69 km². Налази се на средњој надморској висини од 65 метара (максималној 111 m, а минималној 45 m).

## Демографија
| 1962. | 1968. | 1975. | 1982. | 1990. | 1999. | 2011. |
| ----- | ----- | ----- | ----- | ----- | ----- | ----- |
| 117   | 137   | 140   | 150   | 148   | 151   | 206   |

График промене броја становника у току последњих година